# Айгир
Айги́р (баш. Айғыр) — деревня в Белорецком районе Республики Башкортостан России. Входит в состав Инзерского сельсовета.
С 2005 года имеет современный статус, с 2007 года носит современное название.

## География

### Географическое положение
Находится на левом берегу реки Малый Инзер.
Расстояние до:
- районного центра (Белорецк): 88 км,
- центра сельсовета (Инзер): 12 км,
- ближайшей ж.-д. станции (разъезд Айгир): 0 км.

## История
Населённый пункт появился при строительстве железной дороги Магнитогорск — Карламан. В нём жили семьи тех, кто обслуживал инфраструктуру разъезда.
Статус деревня посёлок получил согласно Закону Республики Башкортостан от 20 июля 2005 года № 211-з «О внесении изменений в административно-территориальное устройство Республики Башкортостан в связи с образованием, объединением, упразднением и изменением статуса населенных пунктов, переносом административных центров», ст.1:

6. Изменить статус следующих населенных пунктов, установив тип поселения: деревня:

5) в Белорецком районе:…

а) поселка разъезда Айгир Инзерского сельсовета
До 10 сентября 2007 года называлась деревней разъезда Айгир.

## Население
| 2002 | 2009 | 2010 |
| ---- | ---- | ---- |
| 3    | ↗42  | ↘12  |

Национальный состав
Согласно переписи 2002 года, преобладающие национальности: башкиры (67 %),русские (33 %).

## Достопримечательности
Является важным туристическим направлением, из посёлка доступны тропы на хребет Караташ, пик Уфа и Айгирские скалы. В посёлке имеется турбаза «Горный приют «Айгир».